# Флаг муниципального района Печора
Флаг муниципального образования муниципального района «Печо́ра» Республики Коми Российской Федерации — опознавательно-правовой знак, служащий официальным символом муниципального образования.
Флаг утверждён 29 ноября 2011 года решением Совета муниципального района «Печора» № 5-6/65 и подлежит внесению в Государственный геральдический регистр Российской Федерации.

## Описание
«Прямоугольное двухстороннее полотнище с отношением ширины к длине 2:3, разделённое на две равные вертикальные части: белую — у древка и красную. В середине полотнища — фигура из герба муниципального района „Печора“, выполненная белым, красным и зелёным цветом».
Фигура из герба муниципального района «Печора» представляет собой две соприкасающиеся зелёные пирамиды в столб, причём со всех сторон, кроме склонов первой пирамиды, они окаймлены фигурой переменных с полем цветов, справа имеющей вид громовой стрелы, поднимающейся вверх вдоль границ пирамид и указывающей наконечником вправо, а слева — серебряного обращённого влево воздетого крыла.

## Обоснование символики
Громовая стрела — символ энергетики. В районе основными предприятиями энергетической промышленности являются ОАО «ОГК-3» Печорская ГРЭС, ОАО «Комиэнергострой».
Зелёные треугольники — аллегория ели, символ тайги, лесной и лесоперерабатывающей промышленности. Территория района покрыта большими лесами, где ведётся промышленная заготовка древесины. На территории района находится Государственный природный национальный парк «Югыд ва».
Крыло — символ всех видов транспорта и работников транспортной индустрии. По территории района проходит Северная железная дорога. Многие предприятия транспортной индустрии, в том числе Печорский филиал ГУП РК «Комиавиа», ОАО «Печорский речной порт», ОАО СК «Печорское речное пароходство», локомотивное депо Печора, Дирекция Северной железной дороги филиала ОАО «РЖД» — используют в своих логотипах крыло.
Цветовое деление флага на белое и красное и перемена цвета фигур по отношению к цветам полотнища — символизирует резко континентальный климат района «Печора», находящегося в районе Крайнего севера.
Белый цвет (серебро) — символ чистоты, открытости, божественной мудрости, примирения.
Красный цвет — символ труда, мужества, жизнеутверждающей силы, красоты и праздника.
Зелёный цвет символизирует весну, здоровье, природу, молодость и надежду.